# Francesco Bolo Rossini
Francesco Rossini, noto anche con lo pseudonimo di Bolo (Perugia, 5 gennaio 1970), è un attore e regista italiano.

## Biografia

### Gli inizi
Nasce a Perugia nel 1970. Attivo dal 1986 in ambito teatrale, cinematografico e televisivo. Nel 1989 è tra i fondatori di "Area Piccola", un gruppo teatrale che si afferma subito a livello nazionale vincendo, nel 1991 il Premio Scenario indetto dall'Ente Teatrale Italiano. Successivamente ha importanti esperienze professionali milanesi al Piccolo Teatro con Paolo Rossi e Giampiero Solari e al Teatro dell’Elfo diretto da Elio De Capitani e Ferdinando Bruni. Nella seconda metà degli anni Novanta, al Teatro Stabile dell'Umbria, incontra Luca Ronconi. Collaborerà con il maestro, in numerose produzioni. Dal 9 giugno 2020 è socio fondatore e membro del Consiglio Direttivo dell'Unione Nazionale Interpreti Teatro e Audiovisivo (UNITA).

## Filmografia parziale

### Attore

#### Cinema
- Francesco, regia di Liliana Cavani (1989)
- I cavalieri che fecero l'impresa, regia di Pupi Avati (2001)
- La cosa giusta, regia di Marco Campogiani (2009)
- Figli delle stelle, regia di Lucio Pellegrini (2010)
- Dracula 3D, regia di Dario Argento (2012)

#### Televisione
In televisione è presente in alcuni noti serial tra cui Elisa di Rivombrosa, La squadra, R.I.S. - Delitti imperfetti, Il commissario Rex e Terapia d’urgenza. Nel 2009 decide di tornare nella sua terra d'origine, l’Umbria, dove fonda in collaborazione con il gruppo teatrale Offucina Eclectic Arts, La MaMa e con il drammaturgo statunitense Israel Horovitz, la Compagnia Horovitz-Paciotto. Dal 2014 è nuovamente impegnato con il Teatro Stabile dell'Umbria dove è presente in tutte le ultime produzioni, tra le quali L'Ora del ricevimento diretto da Michele Placido e Maestro e Margherita per la regia di Andrea Baracco. Nel febbraio del 2019 è nel cast di Un nemico del popolo di Henrik Ibsen, diretto da Massimo Popolizio e vincitore del Premio Ubu 2019.
Nel 2024, compare nella stagione 11 della serie televisiva "I Delitti del Barlume", regia di Roan Johnson, e nel secondo episodio della terza stagione de Le indagini di Lolita Lobosco.

## Teatro

### Regista
Come regista esordisce mettendo in scena nel 1993 la piece teatrale, "In Etere", spettacolo finalista con menzione al Premio Scenario, continuando poi in numerose produzioni fino alle recenti "Jubiläum" del 2013, Giobbe del 2014 e "Le Porte Regali" del 2016, ispirato alla vita del filosofo e matematico russo, Pavel Florenskji. Nell’estate del 2019 firma la regia dello spettacolo trilogia su Pier Paolo Pasolini, "PPP", per Universo Festival di Assisi.

### Drammaturgo
Da diverse stagioni è autore e regista delle produzioni di teatro musicale della Fondazione Perugia Musica Classica, in collaborazione con il Conservatorio F. Morlacchi.